# Liste der Monuments historiques in Réaux sur Trèfle
Die Liste der Monuments historiques in Réaux sur Trèfle führt die Monuments historiques in der französischen Gemeinde Réaux sur Trèfle auf.

## Liste der Bauwerke
| Bezeichnung       | Beschreibung              | Standort                        | Kennzeichnung | Schutzstatus | Datum | Bild           |
| ----------------- | ------------------------- | ------------------------------- | ------------- | ------------ | ----- | -------------- |
| Kirche St-Martin  | Erbaut im 12. Jahrhundert | Moings (Lage)                   | PA00104811    | Classé       | 1945  | weitere Bilder |
| Kirche St-Vincent | Erbaut im 12. Jahrhundert | Rue de l’Église in Réaux (Lage) | PA00104855    | Inscrit      | 1935  | weitere Bilder |

## Liste der Objekte
| Bezeichnung                                          | Beschreibung                              | Standort                                                                | Kennzeichnung | Schutzstatus | Datum | Bild |
| ---------------------------------------------------- | ----------------------------------------- | ----------------------------------------------------------------------- | ------------- | ------------ | ----- | ---- |
| Zwei Skulpturen: Apostel Petrus und heiliger Vincent | Holz, vergoldet, 17. Jahrhundert          | in der Kirche St-Vincent (Lage)                                         | PM17001563    | Inscrit      | 1989  |      |
| Hauptaltar                                           | Holz, vergoldet, 18. Jahrhundert          | in der Kirche St-Vincent (Lage)                                         | PM17002037    | Inscrit      | 2004  |      |
| Tabernakel                                           | Holz, vergoldet, 18. Jahrhundert          | in der Kirche St-Vincent (Lage)                                         | PM17002038    | Inscrit      | 2004  |      |
| Gemälde Kreuzigung                                   | Öl auf Leinwand, 18. oder 19. Jahrhundert | ursprünglich in der Kirche St-Vincent, jetzt im kommunalen Depot (Lage) | PM17001719    | Inscrit      | 1992  |      |
| Glocke                                               | Bronze, 1774 gegossen                     | in der Kirche St-Vincent (Lage)                                         | PM17000249    | Classé       | 1911  |      |